# Jean-Marc Bouju
Jean-Marc Bouju (Les Sables-d'Olonne, 1961) è un fotografo francese, vincitore di due premi Pulitzer (nel 1995 e nel 1999) e del World Press Photo of the Year 2003.
Dal 1991 al 1993 Bouju lavora presso il The Daily Texan. Nel 1995 vince il premio Pulitzer, condiviso con altri tre fotogiornalisti della Associated Press, per il loro servizio relativo alla violenza etnica in Ruanda.
Nel 1999 vince nuovamente il premio per alcune fotografie dei bombardamenti delle ambasciate americane in Kenya e Tanzania. 
Nel 2003 vince il World Press Photo of the Year con una fotografia scattata in un centro per prigionieri di guerra in Iraq.